# Melshorn-Klasse
Die Melshorn-Klasse ist eine aus zwei Einheiten bestehende Klasse von Doppelendfähren der norwegischen Reederei Torghatten Nord.

## Geschichte
Die Fähren wurden auf der Fiskerstrand Verft in Fiskarstrand gebaut und Ende 1999 an die Reederei Troms Fylkes Dampskibsselskap in Tromsø abgeliefert. Die Rümpfe wurden von der polnischen Werft Cenal Shipyard zugeliefert. Die Baukosten beliefen sich auf circa 100 Mio. NOK pro Fähre. Der Schiffsentwurf stammte vom norwegischen Schiffsarchitekturbüro Multi Maritime in Førde.
Im März 2006 kamen die Schiffe zur Reederei Hurtigruten, die aus dem Zusammenschluss der Reedereien Troms Fylkes Dampskibsselskap und Ofotens og Vesteraalens Dampskibsselskab entstanden war. Hurtigruten verkaufte die beiden Fähren zusammen mit weiteren Fähren an das Logistikunternehmen Torghatten, das sie zum 5. Januar 2009 übernahm und den Betrieb der Fähren in ihrem Tochterunternehmen Torghatten Nord zusammenfasste.
Die Fähren wurden auf der Fährverbindung über den Sulafjord zwischen Hareid und Sulasund in Dienst gestellt. 2008 wurde die Fährverbindung von der Reederei Tide Sjø übernommen, die auf der Strecke zwei Fähren des Typs MM105FE MARK II einsetzte. Trollhatten Nord verlegte die Melshorn auf die Fährverbindung im Verlauf der Europastraße 6 über den Tysfjord zwischen Bogenes und Skarberget und die Vardehorn auf die Fährverbindung im Verlauf des Riksvei 827 über Tysfjord und Kjøpsviksund zwischen Drag und Kjøpsvik.

## Beschreibung
Die Schiffe wurden mit einem dieselelektrischen Antriebssystem gebaut. Sie werden von zwei Schorch-Elektromotoren angetrieben, die auf zwei Aquamaster-Propellergondeln mit gegenläufigen Propellern wirken. Von den Propellergondeln befindet sich jeweils eine an den beiden Enden der Fähren. Für die Stromerzeugung stehen vier von Viertakt-Sechszylinder-Dieselmotoren des Typs Mitsubishi S6R2-MTPK mit jeweils 640 kW Leistung angetriebene Stamford-Generatoren mit jeweils 600 kVA Scheinleistung zur Verfügung.
Von September 2016 bis Januar 2017 wurden beide Fähren auf der Havyard-Werft in Leirvik mit einem Hybridantrieb nachgerüstet. Hierfür wurden unter anderem Akkumulatoren mit einer Kapazität von 520 kWh für die Stromversorgung der Antriebsmotoren installiert und die Fähren für einen späteren vollelektrischen Betrieb vorbereitet. Außerdem wurden die Dieselmotoren für den Betrieb mit Biodiesel umgerüstet sowie SCR-Katalysatoren zur Reduktion von Stickoxiden nachgerüstet. Durch den Hybridantrieb können die Fähren mit zwei statt vier Dieselmotoren betrieben werden und somit Treibstoff eingespart werden. Die Akkumulatoren werden zusätzlich nachts am Anleger geladen.
Die Fähren verfügen über ein 105 m langes, durchlaufendes Fahrzeugdeck mit drei Fahrspuren und ein seitliches, erhöhtes Fahrzeugdeck mit zwei Fahrspuren. An beiden Enden befinden sich nach oben aufklappbare Visiere. Das Fahrzeugdeck auf dem Hauptdeck ist über landseitige Rampen zugänglich, auf die eine kurze, klappbare Rampe an den beiden Enden der Fähren aufgelegt wird.
Unterhalb des erhöhten Fahrzeugdecks befindet sich ein Aufenthaltsraum für die Passagiere. Die Fahrzeugdecks sind im mittleren Bereich der Fähren überbaut. Hier befinden sich unter anderem technische Betriebsräume und die Einrichtungen für die Schiffsbesatzung sowie das mittig auf die Aufbauten aufgesetzte Steuerhaus. Die nutzbare Durchfahrtshöhe auf dem durchlaufenden Fahrzeugdeck beträgt 5 m und auf dem seitlich erhöhten Fahrzeugdeck 2,5 m. Die maximale Achslast auf dem durchlaufenden Fahrzeugdeck beträgt 15 t und auf dem erhöhten Fahrzeugdeck 1,5 t.
Die Kapazität der Fähren ist mit 299 Passagieren und 120 Pkw angegeben.

## Schiffe
| Melshorn-Klasse | Melshorn-Klasse | Melshorn-Klasse | Melshorn-Klasse                                  |
| Bauname         | Baunummer       | IMO-Nummer      | Kiellegung Stapellauf Fertigstellung             |
| --------------- | --------------- | --------------- | ------------------------------------------------ |
| Melshorn        | 44              | 9210610         | 9. Dezember 1998 9. April 1999 27. November 1999 |
| Vardehorn       | 45              | 9210622         | 15. April 1999 18. Juni 1999 11. Dezember 1999   |

Die Schiffe werden unter der Flagge Norwegens betrieben. Heimathafen ist Tromsø.